# Stelle principali della costellazione della Freccia
Segue un prospetto delle stelle principali della costellazione della Freccia, elencate per magnitudine decrescente.